# Après La Classe (album)
Après La Classe è il primo album dell'omonimo gruppo musicale degli Après La Classe.
Fu pubblicato nel 2002 e riscosse successo. In particolare il brano Paris è divenuto popolare nelle discoteche e nel 2006 sarebbe stato scelto per uno spot televisivo. Conobbe fama anche Ricominciamo, cover della canzone di Adriano Pappalardo. Nella lista delle tracce compaiono anche Lu rusciu de lu mare ("Il fruscio del mare") e Kalinifta ("Buonanotte" in grico), rifacimenti di canzoni popolari del Salento, terra d'origine della band, e della Grecìa Salentina. La canzone Lu sule, lu mare, lu jentu, che riprende un tradizionale motto per indicare il Salento, è dedicata proprio alla penisola salentina e vede la partecipazione del corregionale Caparezza.

## Tracce
1. Intro - Parentesi in musica – 1:56
2. Ci 6 solo tu – 3:35
3. Paris – 3:36
4. Viens avec moi – 4:20
5. Ricominciamo – 3:16
6. La stagione dell'amore c'è – 4:14
7. Lu rusciu te lu mare – 4:21
8. Poesia – 4:07
9. Terra – 3:41
10. Lu sule, lu mare, lu jentu – 3:21
11. Kalinifta – 3:29
12. Senza rumori di città – 5:58